# فرسلا (ليبيا)

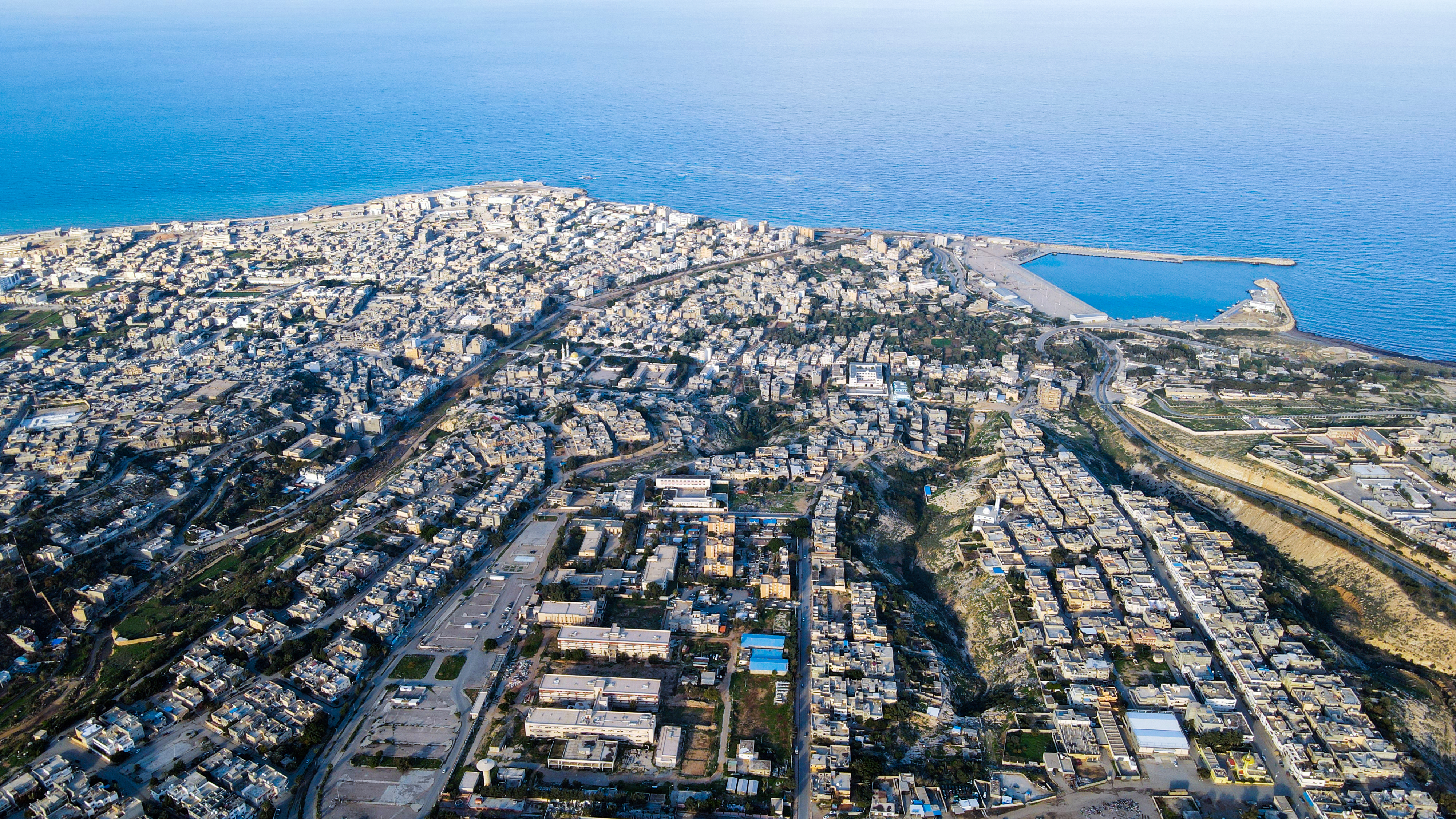
درنة

فرسلا( فارس اللهأو فرسله، (بالإنجليزية: Firsilla ، Farsillah)، (بالفارسية: فرسلا)، (بالبولندية: Firsilla): هي قرية في شعبية درنة في شمال شرق ليبيا. تقع القرية في الجهة الشرقية من الجبل الأخضر. تشكلت قرية فرسلا حول نبع يحمل نفس الاسم. قبل شعبيات ليبيا 2007-2011، كانت فرسلا جزءًا من شعبية القبة.

ليبيا